# Aleksandr Sergheevici Iakovlev
Aleksandr Sergheevici Iakovlev (numele original în rusă Александр Сергеевич Яковлев, n. 1 aprilie 1906 - d. 22 august 1989) a fost un inginer, proiectant de avioane sovietic. El a proiectat avioanele militare Iakovlev Iak și a înființat Biroul de Proiectări Iakovlev (în limba rusă: OKB ("Опытное конструкторское бюро" – transliterare: Opîtnoe konstruktorskoe biuro = Birou experimental de construcții).
De numele lui se leagă avioanele de vânătoare cu elice din cel de-al Doilea Război Mondial fabricate în numărul cel mai mare, cu indicativul Iak.

## Biografie
Iakovlev s-a născut la Moscova, tatăl lui fiind angajat al companiei petroliere Nobel Brothers. În 1922 și-a construit primul său avion ca parte al unui proiect școlar. În 1924 a construit un planor, AVF-10, care a zburat pentru prima oară la 24 septembrie 1924. Cu acest proiect a câștigat un premiu și i-a asigurat un post la Academia de Inginerie a Forțelor Aeriene Jukovski. Cu toate că a încercat de mai multe ori să fie admis la Academie, a fost refuzat, neavând „origine proletară”. În anul 1927 Iakovlev a proiectat avionul ultra-ușor AIR-1, care a fost primul avion din cele zece proiectate între anii 1927-1933.
În 1927, Iakovlev a fost în sfârșit admis la Academie absolvind în 1931, când a fost repartizat la Uzina de Avioane nr.39 din Moscova. În uzină a înființat biroul său de proiectări în 1932. În 1935 a devenit proiectant principal, apoi proiectant-șef (1956–1984) al Biroului de Proiectări Iakovlev.
Biroul de Proiectări Iakovlev, a proiectat un mare număr de avioane de vânătoare folosite de Forțele Aeriene Sovietice în cel de-al Doilea Război Mondial. Cele mai cunoscute dintre aceste avioane sunt: 
- avioanele de vânătoare Iak-1, Iak-3, Iak-9
- avionul de transport Iak-6.

În 1945 Iakovlev a proiectat primul avion sovietic cu motor cu reacție, Iak-15. El a proiectat și primul interceptor pe orice vreme, Iak-25P și primul bombardier supersonic sovietic, Iak-42.
În perioada care a urmat după război Iakovlev a fost cel mai cunoscut pentru avionul de transport pasageri cu trei motoare, Iak-42 și alte modele destinate acrobației aeriene.